# Campionati del mondo di ciclismo su pista 1962
I Campionati del mondo di ciclismo su pista 1962 (en.: 1962 UCI Track World Championships) si svolsero a Milano, in Italia.

## Medagliere
| #      | Nazione          | Oro | Argento | Bronzo | Totale |
| ------ | ---------------- | --- | ------- | ------ | ------ |
| 1      | Italia           | 2   | 3       | 0      | 5      |
| 2      | Belgio           | 1   | 3       | 0      | 4      |
| 3      | Unione Sovietica | 1   | 1       | 2      | 4      |
| 4      | Danimarca        | 1   | 1       | 0      | 2      |
| 5      | Paesi Bassi      | 1   | 0       | 2      | 3      |
| 6      | Regno Unito      | 1   | 0       | 1      | 2      |
| 7      | Germania Ovest   | 1   | 0       | 0      | 1      |
| 7      | Spagna           | 1   | 0       | 0      | 1      |
| 9      | Svizzera         | 0   | 1       | 2      | 3      |
| 10     | Francia          | 0   | 0       | 2      | 2      |
| 11     | Australia        | 0   | 0       | 1      | 1      |
| Totale | Totale           | 9   | 9       | 10     | 28     |

## Sommario degli eventi
| Eventi                            | Oro                                                                    | Prestazione | Argento                                                         | Prestazione | Bronzo                                                                              | Prestazione |
| Uomini Professionisti             |                                                                        |             |                                                                 |             |                                                                                     |             |
| Velocità dettagli                 | Antonio Maspes Italia                                                  |             | Sante Gaiardoni Italia                                          |             | Oscar Plattner Svizzera                                                             |             |
| Inseguimento individuale dettagli | Henk Nijdam Paesi Bassi                                                |             | Leandro Faggin Italia                                           |             | Peter Post Paesi Bassi                                                              |             |
| Derny dettagli                    | Guillermo Timoner Spagna                                               |             | Paul Depaepe Belgio                                             |             | Leo Wickihalder Svizzera                                                            |             |
| Uomini Dilettanti                 |                                                                        |             |                                                                 |             |                                                                                     |             |
| Velocità dettagli                 | Sergio Bianchetto Italia                                               |             | Giuseppe Beghetto Italia                                        |             | Pierre Trentin Francia Ron Baensch Australia                                        |             |
| Inseguimento individuale dettagli | Kaj Jensen Danimarca                                                   |             | Herman Van Loo Belgio                                           |             | Jaap Oudkerk Paesi Bassi                                                            |             |
| Inseguimento a squadre dettagli   | Germania Ovest Ehrenfried Rudolph Bernd Rohr Klaus May Lothar Claesges |             | Danimarca Deut Hansen Preben Isaksson Kaj Jensen Kurt Vid-Stein |             | Unione Sovietica Arnol'd Bel'gardt Leonid Kolumbet Stanislav Moskvin Viktor Romanov |             |
| Derny dettagli                    | Romain De Loof Belgio                                                  |             | Hans Lauppi Svizzera                                            |             | Christian Giscos Francia                                                            |             |
| Donne                             |                                                                        |             |                                                                 |             |                                                                                     |             |
| Velocità dettagli                 | Valentina Savina Unione Sovietica                                      |             | Irina Kiritchenko Unione Sovietica                              |             | Jean Dunn Regno Unito                                                               |             |
| Inseguimento individuale dettagli | Beryl Burton Regno Unito                                               |             | Yvonne Reynders Belgio                                          |             | Lidiya Tikhomirova Unione Sovietica                                                 |             |